# Dvärghonungsvisare
Dvärghonungsvisare (Indicator exilis) är en fågel i familjen honungsvisare inom ordningen hackspettartade fåglar.

## Utseende och läte
Dvärghonungsvisaren är som namnet avslöjar en liten medlem av familjen. Fjäderdräkten är övervägande mörkt olivgrön. Den är mörkgrå i ansiktet och på undersidan, med en ljus fläck ovan näbben och ett mörkt streck rakt under. Ibland kan den uppvisa kraftig streckning på ryggen och nedre flankerna. I flykten syns vita fläckar på stjärtsidorna. Arten liknar mindre honungsvisare, men är än mindre. Den påminner vidare om blek honungsvisare, men näbben är kraftigare och huvudet är mörkare och tydligare tecknad. Fågeln är också lik både miombohonungsvisare och brunryggig honungsvisare, men skiljer sig bland annat på kraftigare näbb. Huvudsakliga lätet är ett långsamt upprepat "chreeya".

## Utbredning och systematik
Dvärghonungsvisare delas in i tre underarter med följande utbredning:
- I. e. poensis – förekommer på ön Bioko (Guineabukten)
- I. e. exilis – förekommer från Senegal och Gambia västerut till Centralafrikanska republiken och söderut till norra Angola och nordvästra Zambia
- I. e. pachyrhynchus – förekommer i östra Demokratiska republiken Kongo, västra Kenya, nordvästra Tanzania och södra Uganda

Clements m.fl. urskiljer även underarten cerophagus med utbredning i sydöstra Demokratiska republiken Kongo, östligaste Angola och nordvästra Zambia.

## Status och hot
Arten har ett stort utbredningsområde, men tros minska i antal, dock inte tillräckligt kraftigt för att den ska betraktas som hotad. Internationella naturvårdsunionen IUCN listar arten som livskraftig (LC).